# Сборник (музыка)
Сборник (альбом-сборник, англ. compilation album) — в музыкальной индустрии музыкальный альбом, в который включают подобранные музыкальные записи на определённую тему, которые исполняются одним артистом, одной группой либо несколькими группами, играющими в одном жанре.
Примерами компиляции являются сборники хит-парадов, музыкальных композиций определённого стиля либо эпохи, сборник композиций одного исполнителя разных лет или альбомов. Поводами для их появления могут быть и знаменательные даты.
Типичными примерами компиляции являются:
- Сборники лучших композиций одного исполнителя либо группы («greatest hits», «best of», или «singles collection»). Если исполнитель всё ещё выпускает альбомы, то общей практикой является включение в сборник одной не выпускавшейся ранее композиции, чтобы побудить фанатов купить альбом, даже если все остальные записи данного исполнителя у них имеются.
- Прочие сборники одного исполнителя либо группы: редкие записи или песни со «второй стороны пластинки» (b-sides), известные композиции разных лет, альбомы, составленные из радиовыступлений, саундтреки к фильмам или сборники с различных носителей, записанные на одном или нескольких компакт-дисках. Такие компиляции предназначены для поклонников и не так популярны.
- Набор дисков (бокс-сет), охватывающий все творчество исполнителя или группы на нескольких дисках или полный обзор определённого жанра либо звукозаписывающей студии.

- Тематические сборники творчества нескольких исполнителей, например сборник песен о любви, новогодние песни, песни в сопровождении определённого инструмента (например, саксофона либо фортепиано) и многие другие.
- Сборник хитов различных исполнителей. С начала 1970-х годов выпуск таких сборников имеет большой коммерческий успех на рынке звукозаписи; в сборник включаются последние супер-хиты. В 1970-х годах это были виниловые пластинки с 10-12 треками, в 1980-х — альбом-двойник с 6-8 треками на каждой стороне, а в наши дни — 1-3 компакт-диска.
- Жанровые сборники различных исполнителей, например: джаз, рок, блюз и т. д. Они могут относиться к одному периоду времени либо иметь общую тему. Пример этому — саундтрек.

- Рекламные сборники или семплеры. Это — креативная и успешная форма продвижения исполнителей и/или студии звукозаписи. Как правило, они распространяются бесплатно либо стоят очень дёшево.

- Рекламные сборники частного характера. Такие компликации записываются в кооперации исполнителей с производителями товаров либо организациями

- Рекламные сборники для корпораций используются внутри музыкальной индустрии для продвижения артистов в медиаконцернах (радио, телевидении, кинематографе либо видеоиграх)

- Альбомы продюсеров. Многие продюсеры музыки хип-хоп и реггетон выпускают сборники нескольких исполнителей, продюсером каждого трека которых он является.